# Ezequiel Barco
Esequiel Omar Barco, född 29 mars 1999, är en argentinsk fotbollsspelare som spelar för Atlanta United.

## Klubbkarriär
Den 19 januari 2018 värvades Barco av Major League Soccer-klubben Atlanta United. Atlanta rapporterades ha betalt 15 miljoner dollar i övergångssumma, vilket var ett nytt rekord i MLS. Barco debuterade för Atlanta United den 15 april 2018 i en 2–2-match mot New York City FC, där han blev inbytt i den 70:e minuten mot Kevin Kratz. Han gjorde sitt första mål för klubben den 5 maj 2018 i en 2–1-vinst över Chicago Fire.

## Landslagskarriär
I juni 2021 blev Barco uttagen i Argentinas trupp till olympiska sommarspelen 2020 i Tokyo.

## Meriter
Independiente
- Copa Sudamericana: 2017

Atlanta United
- MLS Cup: 2018
- US Open Cup: 2019[5]
- Campeones Cup: 2019[6]

Individuellt
- MLS All-Star: 2018,[7] 2019[8]